# Derby Type L 8
Der Derby Type L 8 ist ein Pkw-Modell der 1930er Jahre. Es erschien 1933 als letztes Modell der französischen Marke Derby.

## Beschreibung
Der Konstrukteur Étienne Lepicard hatte mit dem Type L 2 bereits ein kleines Frontantriebsmodell entwickelt, das 1931 auf den Markt kam. Der Type L 8 war als größere Ergänzung gedacht. Das Fahrzeug ist größer und stärker motorisiert. Premiere war auf dem Pariser Autosalon im Oktober 1933.
Eine Besonderheit ist der kleine V8-Motor. Jeder Zylinder hat 65 mm Bohrung und 75 mm Hub. Das ergibt 1991 cm³ Hubraum. Damit war das Fahrzeug damals in Frankreich mit 11 CV eingestuft. Bei der Messevorstellung wurden 75 PS Motorleistung genannt, ab Mai 1934 dann 85 PS; während eine andere Quelle 68 PS angibt. Ungewöhnlich ist die Kombination aus SV-Ventilsteuerung für die Einlassventile und OHV-Ventilsteuerung für die Auslassventile.
Zweite Besonderheit ist, dass der vorn im Fahrgestell eingebaute Motor die Vorderräder antreibt. Zum Vergleich: der Citroën Traction Avant erschien ein Jahr später.
Das Fahrgestell hat 300 cm Radstand und 128 cm Spurweite. Im Angebot standen zwei- und viertürige Limousine, Coupé, Cabriolet und Roadster. Die Serienaufbauten kamen oftmals von dem Karosseriebauunternehmen Duval, aber es sind auch Sonderaufbauten von Carrosserie Labourdette, Abbott of Farnham und Antem bekannt. Die Fahrzeuge wiegen etwa 1050 kg. Je nach Aufbau sind 115 bis 130 km/h Höchstgeschwindigkeit möglich. 1934 stand eine viertürige Limousine von Abbott auf dem Pariser Autosalon.
Die Wagen wurden bis 1936 produziert, dann gab Derby die Fahrzeugproduktion auf.
Geplant war eine Serie von 100 Fahrzeuge. Wie viele tatsächlich hergestellt wurden, bleibt unklar. Es gibt Angaben von weniger als 10, 10, mindestens 11, 20, etwa 20 und maximal 30.
Nur ein Fahrzeug ist erhalten geblieben. Es ist ein Roadster von 1933 mit Aufbau von Duval. Henri Malartre fand das Fahrzeug nach dem Zweiten Weltkrieg, restaurierte es und stellte es in seinem Musée Henri Malartre aus. In den 1960er Jahren verkaufte er es. Am 9. Februar 2008 wurde es für 71.482 Euro versteigert. Es ist im Tampa Bay Automobile Museum in Florida ausgestellt.

## Motorsport
Ein Fahrzeug wurde Anfang 1931 bei der Rallye Monte Carlo eingesetzt und kam ohne größere Probleme ins Ziel.
Beim 24-Stunden-Rennen von Le Mans 1934 fuhren zwei Fahrzeuge. Louis Villeneuve und Georges Hamel bildeten ein Team, Gwenda Stewart und Louis Bonne das zweite. Beide Wagen erreichten das Ziel nicht.
Beim 24-Stunden-Rennen von Le Mans 1935 starteten Gwenda Stewart und Julian Charlesworth und schafften bis zu ihrem Ausfall über 1000 Kilometer.